# So Not Worth It
So Not Worth It (Originaltitel: 내일 지구가 망해버렸으면 좋겠어 Naeil Jiguga Manghaebeoryeosseumyeon Jokesseo ‚Ich wünschte, die Welt würde morgen untergehen‘) ist eine südkoreanische Jugend-Sitcom, die von Mystic Story für Netflix produziert wird. Die Serie wurde mit deutscher Synchronisation am 18. Juni 2021 weltweit auf Netflix veröffentlicht.

## Handlung
Wir begleiten das Studentenleben einer Gruppe von Freunden unterschiedlichster Herkunft, die sich allerlei Herausforderungen des täglichen Lebens stellen. In dem internationalen Wohnheim, in welchem Se-wan und ihre Freunde ihren studentischen Alltag nachgehen, wird oft gelacht, aber manchmal auch geweint. Se-wan, eine Überlebenskünstlerin, ist beim Wohnheim angestellt und möchte keine Sekunde in ihren Leben vergeuden. Zu den weiteren Bewohnern des Wohnheims zählen der attraktive Jamie, ein koreanischstämmiger Amerikaner, der eine geheime Identität hat, der süße, aber oft eifersüchtige Sam, Minnie aus Thailand, die auf koreanische K-Dramen und gut aussehende Typen abfährt, der anhängliche Hyun-min, der nicht legal im Wohnheim lebt, Terris, ein Casanova von der Insel Trinidad und Tobago, die aufbrausende Amerikanerin Carson, die es kaum erwarten kann, bis ihr Freund seinen Militärdienst beendet, und Hans aus Schweden, der penibel Wert auf Prinzipien und gute Manieren legt.

## Besetzung und Synchronisation
Die deutschsprachige Synchronisation entstand nach den Dialogbüchern von Daniel Faltin und Benjamin Peter sowie unter der Dialogregie von Dorothee Muschter und Heike Schroetter durch die Synchronfirma FFS Film- & Fernseh-Synchron in Berlin.
| Rolle      | Schauspieler     | Synchronsprecher   |
| ---------- | ---------------- | ------------------ |
| Se-wan     | Park Se-wan      | Amelie Plaas-Link  |
| Jamie      | Shin Hyeon-seung | Sebastian Fitzner  |
| Sam        | Choi Young-jae   | David Kunze        |
| Minnie     | Minnie           | Sarah Tkotsch      |
| Hyun-min   | Han Hyun-min     | Sebastian Kluckert |
| Carson     | Carson Allen     | Marie Hinze        |
| Hans       | Joakim Sorensen  | Finlay Kühn        |
| Terris     | Terris Brown     | Johannes Walenta   |
| Frau Jung  | Jung Yi-rang     | Magdalena Helmig   |
| Professor  | Park Sun-woo     | Armin Schlagwein   |
| Han Hyun-a | Choi Yu-jin      | Laura Elßel        |

## Episodenliste
| Nr.                                                                       | Originaltitel |
| ------------------------------------------------------------------------- | ------------- |
| 1                                                                         | Folge 1       |
| 2                                                                         | Folge 2       |
| 3                                                                         | Folge 3       |
| 4                                                                         | Folge 4       |
| 5                                                                         | Folge 5       |
| 6                                                                         | Folge 6       |
| 7                                                                         | Folge 7       |
| 8                                                                         | Folge 8       |
| 9                                                                         | Folge 9       |
| 10                                                                        | Folge 10      |
| 11                                                                        | Folge 11      |
| 12                                                                        | Folge 12      |
| Am 18. Juni 2021 wurden alle Folgen der Serie bei Netflix veröffentlicht. |               |